# Nederlands kampioenschap schaken 2012
Tijdens het Nederlands kampioenschap schaken 2012 werd door acht Nederlandse schakers gestreden om de titel Nederlands kampioen schaken. Anish Giri won het toernooi voor de derde keer in zijn carrière. De locatie van het toernooi was het Amsterdam Science Park. Tegelijk met het Nederlands kampioenschap vond ook het Science Park Amsterdam Chess Tournament plaats en het Nederlands kampioenschap schaken vrouwen 2012.
Alle deelnemers aan het kampioenschap zijn grootmeesters.

## Eindstand en kruistabel[3]
| # | Naam               | Score | 1  | 2  | 3  | 4  | 5  | 6  | 7  | 8  |
| - | ------------------ | ----- | -- | -- | -- | -- | -- | -- | -- | -- |
| 1 | Anish Giri         | 6     | -- | 1  | 1  | 1  | ½  | ½  | 1  | 1  |
| 2 | Erwin l’Ami        | 5     | 0  | -- | ½  | ½  | 1  | 1  | 1  | 1  |
| 3 | Ivan Sokolov       | 5     | 0  | ½  | -- | ½  | 1  | 1  | 1  | 1  |
| 4 | Robin van Kampen   | 3½    | 0  | ½  | ½  | -- | ½  | ½  | ½  | 1  |
| 5 | Jan Smeets         | 2½    | ½  | 0  | 0  | ½  | -- | ½  | 1  | 0  |
| 6 | Dimitri Reinderman | 2     | ½  | 0  | 0  | ½  | ½  | -- | 0  | ½  |
| 7 | Sipke Ernst        | 2     | 0  | 0  | 0  | ½  | 0  | 1  | -- | ½  |
| 8 | Robin Swinkels     | 2     | 0  | 0  | 0  | 0  | 1  | ½  | ½  | -- |

1909 · 1912 · 1913 · 1919 · 1921 · 1924 · 1926 · 1929 · 1933 · 1936 · 1938 · 1939 · 1942 · 1948 · 1950 · 1952 · 1954 · 1955 · 1957 · 1958 · 1961 · 1963 · 1965 · 1967 · 1969 · 1970 · 1971 · 1972 · 1973 · 1974 · 1975 · 1976 · 1977 · 1978 · 1979 · 1980 · 1981 · 1982 · 1983 · 1984 · 1985 · 1986 · 1987 · 1988 · 1989 · 1990 · 1991 · 1992 · 1993 · 1994 · 1995 · 1996 · 1997 · 1998 · 1999 · 2000 · 2001 · 2002 · 2003 · 2004 · 2005 · 2006 · 2007 · 2008 · 2009 · 2010 · 2011 · 2012 · 2013 · 2014 · 2015 · 2016 · 2017 · 2018 · 2019 · 2021 · 2022 · 2023 · 2024